# Plum Creek (Virginia)
Plum Creek è un census-designated place (CDP) degli Stati Uniti d'America, situato nello stato della Virginia, nella contea di Montgomery. Secondo il censimento del 2020 gli abitanti di Plum Creek ammontavano a 1350.